# Lamezia Termes internationella flygplats
Lamezia Termes internationella flygplats (italienska:Aeroporto di Lamezia Terme "Sant'Eufemia") (IATA: SUF, ICAO: LICA) är en internationell flygplats utanför staden Lamezia Terme i provinsen Catanzaro, regionen Kalabrien, Italien. Den är den viktigaste flygplatsen i Kalabrien. Dessutom finns en militär helikopterenhet, 2° Reggimento dell'Aria "Sirio", nära flygplatsen.

## Historik
År 1965 bildades ett konsortium, CONSAER, för att bygga en ny flygplats nära motorvägen, järnvägen och hamnen i Gioia Tauro. En plan mark nära Lamezia Terme valdes för ändamålet. Flygplatsen öppnade i juni 1976. Dess IATA-flygplatskod SUF kommer från namnet Sant'Eufemia. Itavia började reguljärflyg till Rom-Fiumicino, Milano-Linate, Catania och Palermo i december samma år. Flygplatsen byggdes ut och moderniserades 1982.
Sedan 1990 har flygplatsen drivits av SACAL SpA, som ägs gemensamt av olika lokala myndigheter och av privata investerare.
Ett kontrakt för att förlänga landningsbanan från nuvarande 2 414 m till 3 000 m tilldelades Engco den 27 december 2007 för arbetet inklusive en ny passagerarterminal för att ersätta den tidigare byggnaden.

## Flygbolag och destinationer
Följande flygbolag erbjuder året runt och säsongsbetonade reguljär- och charterflyg på Lamezia Terme Airport:
| Flygbolag         | Destinationer |
| ----------------- | --- |
| Air Transat       | Säsong: Toronto–Pearson |
| AlbaStar          | Säsong: Bergamo |
| Austrian Airlines | Säsong: Vienna |
| Condor            | Säsong: Düsseldorf, Frankfurt, Munich |
| Discover Airlines | Säsong: Frankfurt, Munich |
| easyJet           | Basel/Mulhouse, Milan–Malpensa Säsong: Geneva |
| Edelweiss Air     | Zurich |
| Eurowings         | Säsong: Cologne/Bonn, Düsseldorf, Hannover (resumes 2 May 2024), Salzburg, Stuttgart Säsongcharter: Innsbruck                                                                        |
| ITA Airways       | Milan–Linate, Rome–Fiumicino |
| Luxair            | Säsong: Luxembourg |
| Marabu            | Säsong: Munich |
| Neos              | Säsong: Milan–Malpensa, Verona |
| Ryanair           | Bergamo, Bologna, Genoa, London–Stansted, Malta, Memmingen, Milan–Malpensa, Pisa, Turin, Verona Säsong: Charleroi, Karlsruhe/Baden-Baden, Kraków, Nuremberg, Treviso, Venice, Vienna |
| SkyAlps           | Säsong: Bolzano |
| Smartwings        | Säsong: Brno, Prague |
| Transavia         | Säsong: Paris–Orly |
| TUI Airways       | Säsong: London–Gatwick, Manchester |
| TUI fly Belgium   | Säsong: Brussels |
| Wizz Air          | Tirana |